# Calderón Hondo

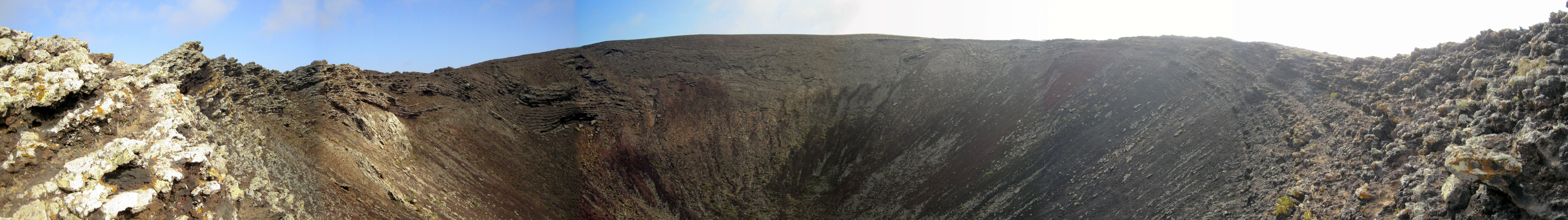
Panorama aus dem Inneren des Kraters

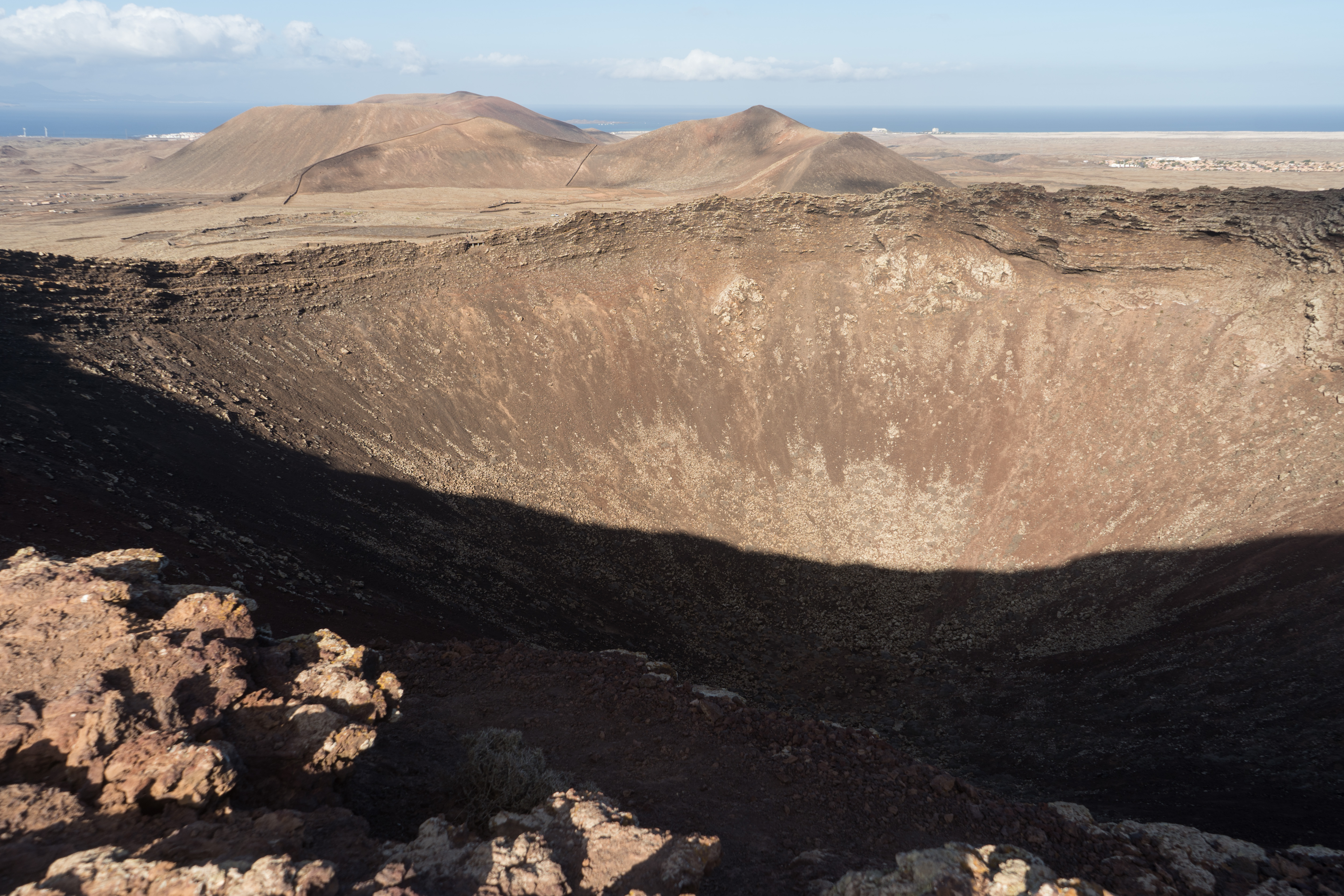
Kraterkessel

Der Calderón Hondo ist ein Vulkan auf der zu Spanien gehörenden Kanarischen Insel Fuerteventura im Atlantischen Ozean. Der Kraterkessel zählt zu den landschaftlichen Wahrzeichen Fuerteventuras und ist Ziel einer viel begangenen Wanderung.

## Lage und Umgebung
Der Calderón Hondo liegt auf dem nördlichen Ende der Insel Fuerteventura im Atlantischen Ozean. Er gehört zu den Volcanes de Bayuyo, die eine von Südwest nach Nordost ausgerichteten Reihe von Schlackenvulkanen über einer Bruchlinie der Erdkruste bilden. Die Entfernung des Calderón Hondo bis zur Küste beträgt etwa fünf Kilometer.

## Höhen
Der höchste Punkt am Kraterrand erreicht eine Höhe von 278 m, nach anderen Quellen 277 m. Der tiefste Punkt im Krater befindet sich auf 162 m Höhe. Der Kraterrand hat an der niedrigsten Stelle eine Höhe von 227 m. Somit ergibt sich eine Tiefe des Kraters von mindestens 66 m.

## Zustieg zum Kraterrand
Nördlich der Ortschaft Lajares zweigt von der Straße nach Majanicho ein unbefestigter Fahrweg ab. Dieser Fahrweg endet nach etwa zwei Kilometern. Ab hier beginnt der lokale Wanderweg SL FV 2, der etwas um den Berg herum bis zum Kraterrand hinaufführt.

## Sonstiges
Am Kraterrand befindet sich eine kleine Aussichtsplattform mit Geländer, von der der Ausblick über die Vulkanlandschaft bis zur Nordküste reicht. Atlashörnchen, die am Kraterrand leben, suchen die Nähe von Touristen. Im Krater, in der Nähe des Kraterrandes, sind gelbliche Schwefelablagerungen zu erkennen.